# Cilaos
Cilaos [silaɔs] est une commune française située dans le département et la région de La Réunion.

## Géographie

### Localisation

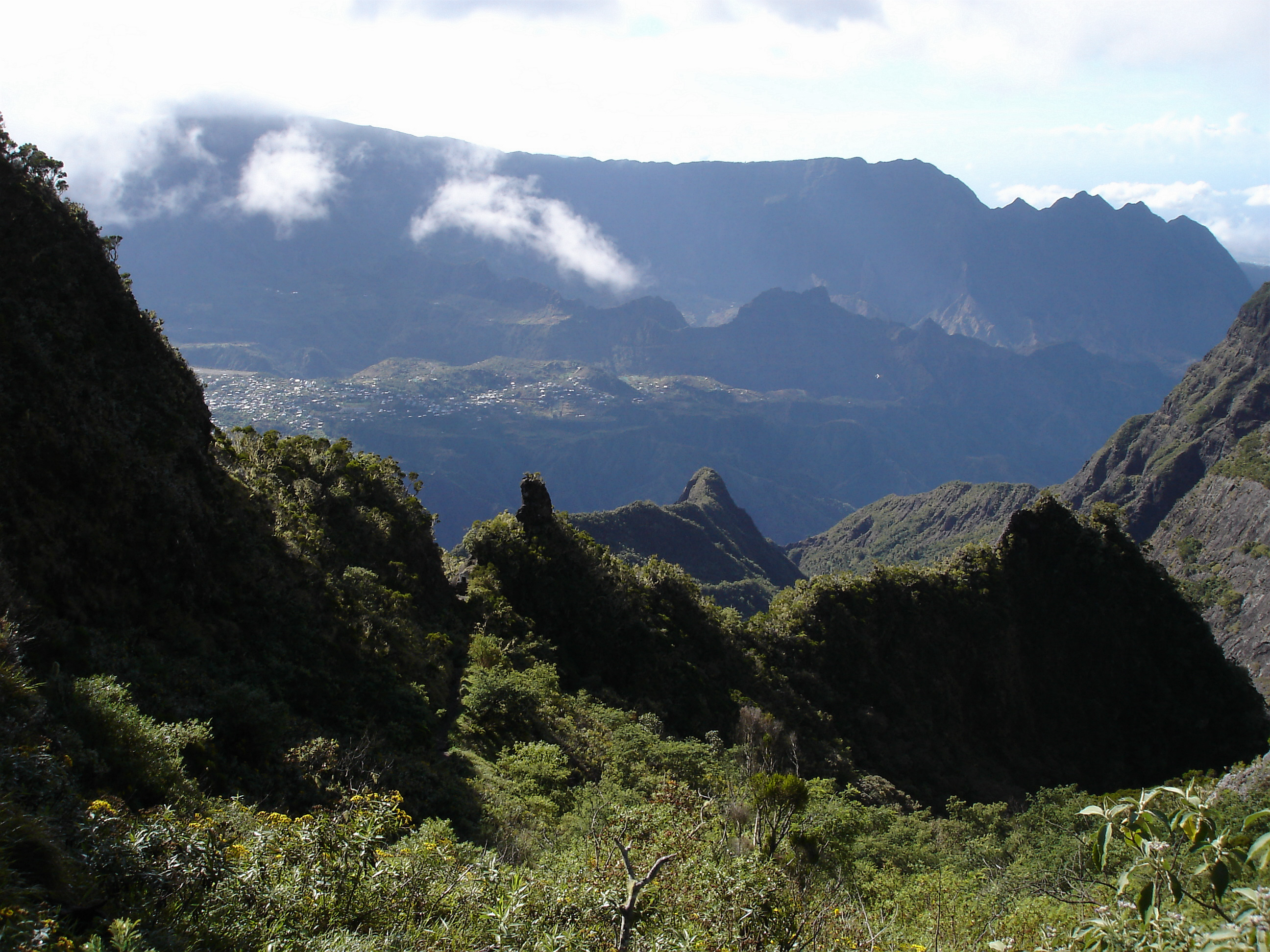
Cilaos vu depuis le col du Taïbit.

Cilaos se situe au centre de l'île, dans le cirque naturel du même nom, dans la partie sud du massif du Piton des Neiges. L'ensemble de son territoire communal se trouve dans les Hauts. Cilaos détient le record mondial de précipitations diurnes, établi à 1,87 m en 1952.
Elle offre ainsi un large choix de points de départ pour des randonnées vers les montagnes (Piton des Neiges, col du Taïbit) et les cirques environnants (Mafate, Salazie).

### Communes limitrophes
Les communes limitrophes sont Les Avirons, Entre-Deux, Saint-Benoît, Saint-Leu, Saint-Louis, Saint-Paul, Salazie et Les Trois-Bassins.
La commune comporte plusieurs lieux-dits : Bras-Sec, Îlet à Cordes, Palmiste Rouge, Peter Both.

### Climat
| Mois                              | jan.  | fév.  | mars  | avril | mai   | juin  | jui.  | août  | sep. | oct.  | nov.  | déc.  | année |
| --------------------------------- | ----- | ----- | ----- | ----- | ----- | ----- | ----- | ----- | ---- | ----- | ----- | ----- | ----- |
| Température minimale moyenne (°C) | 15,2  | 15,5  | 14,7  | 12,9  | 10,6  | 7,9   | 7,1   | 7,2   | 8,1  | 9,5   | 11,1  | 13,4  | 11,1  |
| Température maximale moyenne (°C) | 25,1  | 24,9  | 24,6  | 23,6  | 21,7  | 19,7  | 18,9  | 19,3  | 20,2 | 21,6  | 23,2  | 24,4  | 22,3  |
| Ensoleillement (MJ/m²)            | 17,72 | 17,46 | 17,15 | 14,39 | 13,79 | 13,73 | 14,05 | 16,67 | 18,2 | 20,49 | 21,35 | 20,57 | 17,21 |
| Précipitations (mm)               | 380   | 600   | 395   | 116   | 65    | 54    | 43    | 44    | 34   | 30    | 55    | 128   | 1 854 |

| Diagramme climatique                                  |             |             |             |            |           |           |           |           |           |            |             |
| J                                                     | F           | M           | A           | M          | J         | J         | A         | S         | O         | N          | D           |
| 25,115,2380                                           | 24,915,5600 | 24,614,7395 | 23,612,9116 | 21,710,665 | 19,77,954 | 18,97,143 | 19,37,244 | 20,28,134 | 21,69,530 | 23,211,155 | 24,413,4128 |
| Moyennes : • Temp. maxi et mini °C • Précipitation mm |             |             |             |            |           |           |           |           |           |            |             |

## Urbanisme

### Typologie
Cilaos est une commune rurale, car elle fait partie des communes peu ou très peu denses, au sens de la grille communale de densité de l'Insee,,,. Elle appartient à l'unité urbaine de Cilaos, une agglomération intra-départementale regroupant 1 commune et 5 215 habitants en 2022, dont elle est une ville isolée,.

## Histoire

### Les premiers habitants
Le mot Cilaos viendrait du malgache Tsy ilaozana, qui signifie « (lieu) que l'on n'abandonne pas ». En référence à cette origine supposée, la devise de la commune est « Cilaos, on y revient toujours ».
Néanmoins, selon certains historiens, le mot Cilaos trouverait plutôt ses origines dans le nom d'un esclave malgache nommé Tsilaos, qui se serait réfugié dans ce cirque. C'est d'ailleurs par ces esclaves « marrons » (ou « noirs marrons ») en fuite que Cilaos fut d'abord peuplé au XVIIIe siècle. Évadés de chez leurs maîtres, les marrons profitèrent de la difficulté d'accès du site pour y vivre en toute liberté et en pleine nature.
Certains de ces esclaves s'étaient installés à l'Îlet à cordes, qui devrait son nom au fait que les esclaves marrons qui s'y cachaient ne pouvaient accéder à ce plateau que par des cordes jetées depuis le haut des remparts. Se croyant en sécurité, ils furent très vite pris en chasse par des chasseurs de marrons armés et organisés. Dans leur fuite, beaucoup de marrons furent tués. Parmi ces chasseurs figurait Mussard (l'un des plus connus à La Réunion), qui fit en octobre 1751 une incursion à Îlet à cordes, où il découvrit deux camps d'esclaves en fuite. Des traces du marronnage subsistent notamment dans la forêt de Tapcal, où des expéditions récentes ont mis au jour des ossements. La Vallée secrète fait l'objet de fouilles archéologiques.
Après l'histoire tragique de ces premiers habitants marrons, qui furent certainement aussi les premiers à tracer ces "sentiers de chèvres" qui escaladent la plupart des montagnes abruptes du cirque, Cilaos resta un moment inhabité. C'est à 1850 que remonte officiellement son premier peuplement. Mais dès 1835 arrivèrent les Petits Blancs, pauvres et sans terres. Ces colons développèrent une agriculture vivrière d'autosubsistance (lentilles, maïs, vin, petits pois, haricots, agrumes, élevage...). Les premières familles s'installent alors au Bras de Saint-Paul et d'autres sur Ilet à Cordes. Certaines installations remontent à la quatrième génération mais il semble que les premiers propriétaires, arrivés au début du XXe siècle, étaient les Gonthier et les Picard.
En 1866, la population atteint 960 habitants. Au début du XXe siècle, Cilaos comptait 2 500 habitants. Elle atteignait au recensement de 1982 le nombre de 5 629 habitants.

### Cilaos avant la construction de la route en1932
Avant 1932, le voyage pour aller de Saint-Louis au village de Cilaos se faisait, pour les plus riches, en chaise à porteurs ou chaise à bricoles. Les voyageurs et les porteurs passaient en général la nuit à l'îlet du Pavillon, qui comptait au début de l'exploitation des thermes une quarantaine d'habitants. C'était la première halte des voyageurs et des porteurs avant d'affronter les pentes raides du sentier de Cap Noir.
La suite du voyage était alors vertigineuse : il existait un chemin du Pavillon jusqu'à Peterboth, qui était tracé sur l'arête de la montagne entre le Bras de Cilaos et le Petit Bras. À certains endroits, le chemin était si resserré que le croisement de personnes pouvait effrayer. Les villageois qui emmenaient leurs récoltes vers la côte avec leurs bœufs chargés de sacs de grains et de racines, de fruits et légumes, passaient dans le calme en laissant la priorité aux personnes d'en face.
Pavillon tomba dans une sorte de « léthargie économique », les maisons se vidèrent petit à petit et son rôle d'îlet d'accueil disparut.

### La construction de la route (RN 5)
Après de longues hésitations quant à la faisabilité et quelques années de négociation, la construction de la route de Cilaos (la RN 5) débuta en 1927. Malgré son trajet relativement long (35 km depuis Saint-Louis), les travaux avancèrent assez rapidement grâce à la roche très friable caractérisant la géologie du cirque.
En 1930, 30 km de route avaient été percés dans la roche mais, cette année-là, un problème tout à fait particulier se posa aux ingénieurs. En effet, lorsque les deux équipes se rejoignirent à quelques centaines de mètres de Pavillon, les deux tronçons n'étaient pas face à face. L'ingénieur Telmar proposa alors de prolonger les deux tronçons de deux virages chacun, de faire une boucle, pour que la route s'enroule sur elle-même.
La route fut terminée en 1931 et ouverte à la circulation en 1932.

### Cilaos après1932
Le 15 mars 1965, Cilaos est érigé en commune et devient administrativement indépendante de la commune de Saint-Louis dont elle était une ancienne section. Elle est la commune la plus récente de La Réunion. Irénée Accot en devient le premier maire.

## Politique et administration
La commune de Cilaos existe depuis le décret du 4 février 1965. Elle dépendait auparavant de l'administration de Saint-Louis.

### Liste des maires
| Période                                       | Période                  | Identité                      | Étiquette         | Qualité |
| --------------------------------------------- | ------------------------ | ----------------------------- | ----------------- | --- |
| 1867                                          | 1875                     | Alphonse Clair Pélage Lemerle |                   | Propriétaire, adjoint spécial                                                                                        |
| 1875                                          | 1881                     | Jean-Baptiste Lauret          |                   | Propriétaire, adjoint spécial                                                                                        |
| janvier 1881                                  | mai 1881                 | Charles Poudroux              |                   | Cultivateur, adjoint spécial                                                                                         |
| 1881                                          | 1888                     | Albert Noël                   |                   | Cultivateur, adjoint spécial                                                                                         |
| 1888                                          | 1889                     | Saturnin Hoarau               |                   | Cultivateur,adjoint spécial                                                                                          |
| février 1889                                  | septembre 1889           | Jules Fontaine                |                   | Intérim |
| septembre 1889                                | novembre 1889            | Alexandre Gruchet             |                   | Cultivateur, adjoint spécial                                                                                         |
| 1889                                          | 1892                     | Raymond Maillot               |                   | adjoint spécial |
| 1893                                          | 1909                     | Albert Noël                   |                   | Cultivateur, Adjoint spécial                                                                                         |
| 1909                                          | 1912                     | François Lenepveu             |                   | Charpentier, Adjoint spécial                                                                                         |
| 1912                                          | 1918                     | Jean Noël                     |                   | Adjoint spécial, fils d'Albert Noël                                                                                  |
| Les données manquantes sont à compléter.      |                          |                               |                   | |
| 1949                                          | 1965                     | Irénée Accot (1909-1987)      |                   | Entrepreneur, adjoint spécial                                                                                        |
| Le 15 mars 1965, Cilaos est érigé en commune. |                          |                               |                   | |
| 19 mars 1965                                  | 11 novembre 1987 (décès) | Irénée Accot (1909-1987)      | DVD               | Entrepreneur, 1er maire élu Conseiller général du canton de Cilaos (1949 → 1987)                                     |
| 23 novembre 1987                              | 19 mars 1989             | Pascal Maillot                | DVD               | Professeur de collège                                                                                                |
| 19 mars 1989                                  | 18 juin 1995             | Simon Lebreton                | RPR               | Conseiller général du canton de Cilaos (1992 → 1998)                                                                 |
| 18 juin 1995                                  | 11 mars 2001             | Jacques Técher                | PCR               | Technicien chef en génie thermique                                                                                   |
| 11 mars 2001                                  | 2020                     | Paul-Franco Técher            | RPR puis UMP → LR | Médecin généraliste Conseiller général du canton de Cilaos (1998 → 2015) Conseiller régional de La Réunion (2015 → ) |
| 2020                                          | En cours                 | Jacques Técher                | PCR               | Technicien chef en génie thermique                                                                                   |

### Jumelages
Chamonix-Mont-Blanc (France).
Texte de la charte de jumelage avec Chamonix :
« Nous, maires de Cilaos et de Chamonix-Mont-Blanc, certains de répondre aux aspirations de nos concitoyens, avons souhaité, bravant mers et océans, rapprocher et confronter nos expériences mutuelles. Nous promettons, animés d'une réelle volonté d'y parvenir, de chercher à nous mieux connaître par l'universalité de nos échanges à partager nos joies et nos peines.
Nous prenons l'engagement solennel de maintenir des liens permanents entre nos deux municipalités et les populations de nos communes, de conjuguer nos efforts afin d'aider au succès de cette entreprise d'amitié, base d'une fraternité qui devrait devenir universelle ».

## Population et société

### Démographie
L'évolution du nombre d'habitants est connue à travers les recensements de la population effectués dans la commune depuis 1961, premier recensement postérieur à la départementalisation de 1946. À partir de 2006, les populations de référence des communes sont publiées annuellement par l'Insee. Le recensement repose désormais sur une collecte d'information annuelle, concernant successivement tous les territoires communaux au cours d'une période de cinq ans. Pour les communes de moins de 10 000 habitants, une enquête de recensement portant sur toute la population est réalisée tous les cinq ans, les populations de référence des années intermédiaires étant quant à elles estimées par interpolation ou extrapolation. Pour la commune, le premier recensement exhaustif entrant dans le cadre du nouveau dispositif a été réalisé en 2007.

En 2022, la commune comptait 5 215 habitants, en évolution de −26,66 % par rapport à 2016 (La Réunion : +3,33 %, France hors Mayotte : +2,11 %).
| 1961  | 1967  | 1974  | 1982  | 1990  | 1999  | 2006  | 2007  | 2012  |
| ----- | ----- | ----- | ----- | ----- | ----- | ----- | ----- | ----- |
| 5 199 | 5 586 | 5 672 | 5 735 | 5 856 | 6 115 | 5 838 | 5 796 | 5 440 |

| 2017  | 2022  | - | - | - | - | - | - | - |
| ----- | ----- | - | - | - | - | - | - | - |
| 5 456 | 5 215 | - | - | - | - | - | - | - |

### Infrastructures
On trouve sur le territoire communal un collège public, le collège Alsace-Corré, qui comptait 525 élèves à la rentrée 2005. 14 ans plus tard, pour la rentrée 2019, le collège accueille 354 élèves. Il n'y a pas de lycée.
La commune dispose d'un réseau étoffé de transport public par bus permettant d'y accéder depuis Saint-Louis et de relier les différents lieux-dits au chef-lieu.
La ville dispose d'un hôpital, l'hôpital de Cilaos.

## Économie

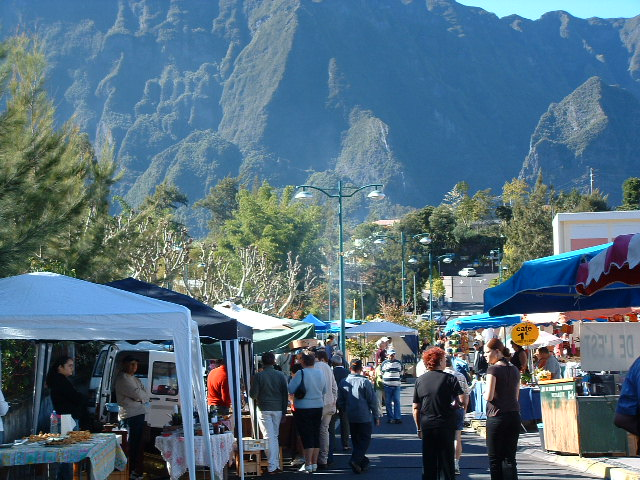
Marché forain du dimanche matin.

Ses principales activités sont le tourisme, la viticulture et la culture de la lentille. Sa broderie, plus connue sous le nom de jours de Cilaos, est par ailleurs réputée, le musée situé au centre-ville en direction de la Mare à joncs est à visiter.
Les eaux sont réputées bienfaisantes, des thermes ont été aménagés à cet endroit à la plus grande joie des créoles. Une eau minérale gazeuse existe également depuis novembre 1999 et constitue la première de l'île.
Depuis 2008, ces eaux sont également utilisées dans une gamme de produits cosmétiques.
Les lentilles de Cilaos sont cultivées principalement à l'Îlet à Cordes et ont été introduites dans les années 1850. Le cirque en produit déjà 25 tonnes en 1881. En 2004, la production est de 50 tonnes. En 2015, la production monte jusqu’à 100 tonnes. C’est le climat et la formation géologique du cirque qui donnent un goût particulier aux lentilles de Cilaos, dont sont très friands les gastronomes. La commune les fête chaque année en octobre.

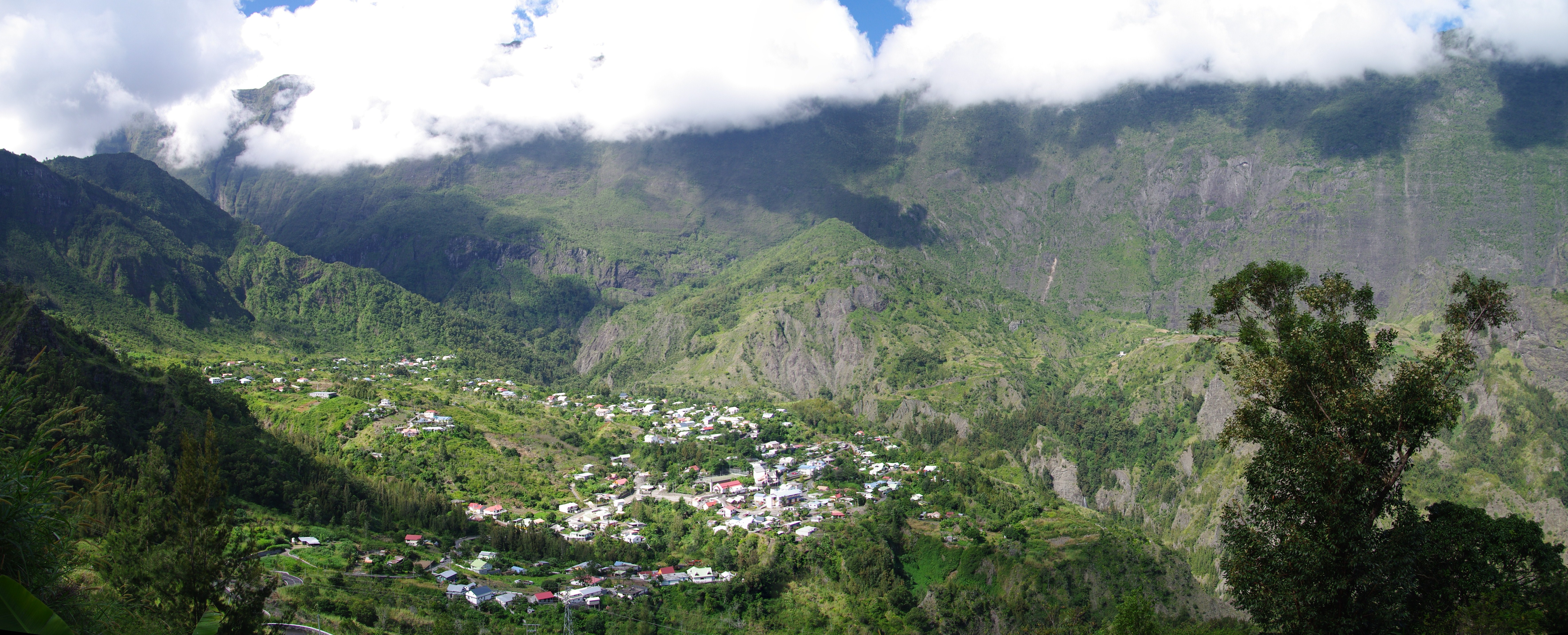
Panorama de la route de l'Îlet à Cordes, sur la commune de Cilaos, avec au premier plan les vignes sur hautain.

Le vin de Cilaos (rouge, rosé et blanc) est apparu dès le début de la colonisation. En 1975, un décret de loi interdit la production de vin à partir du cépage Isabelle qui était le seul cultivé. L’État confie alors au CIRAD la sélection de cépages nobles pour donner aux viticulteurs une alternative à Isabelle. Trois cépages ont été sélectionnés : le Malbec, le Chenin et le Pinot noir. Ce n'est qu'en 1998 que 8 hectares de cépages sont mis en place et permettent de réaliser des vinifications de bonne qualité. Aujourd’hui, une vingtaine d’hectares sont cultivés et font la fierté de ses villageois.

### Activités

#### Canyoning

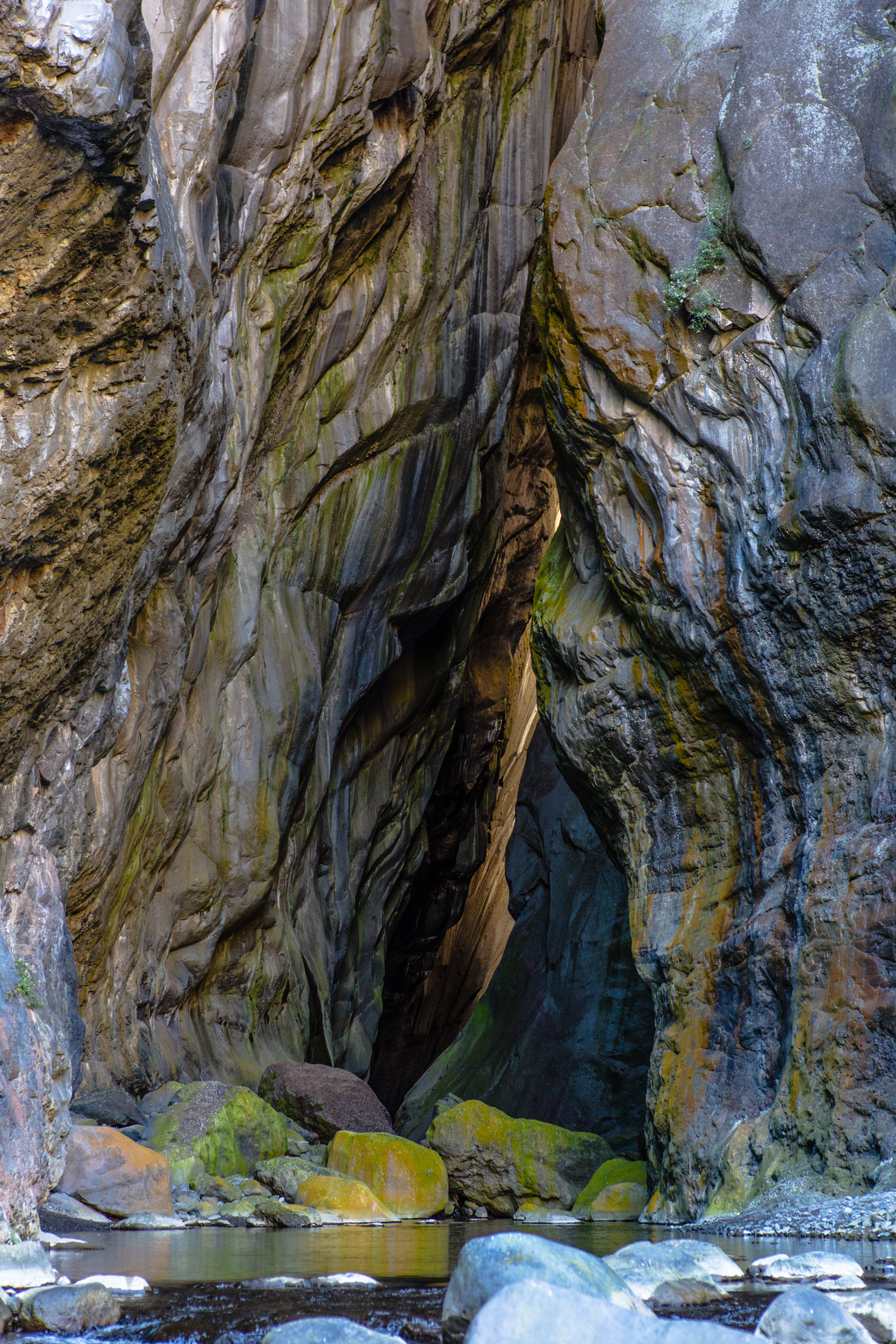
Une promenade au creux de la Chapelle à Cilaos. Août 2016.

Le canyoning est une grande spécialité dans le cirque de Cilaos.
Le canyon Fleur Jaune, accessible pour les débutants accompagnés de personnes qualifiées, se compose d'un enchaînement très vertical de rappels magnifiques jusqu'à 53 mètres pour le plus grand. Cela se déroule dans une paroi noire et dense très remarquable que l'on peut apercevoir sur la route d'Îlet à cordes avant le pont de cette rivière. La remontée classique de ce canyon par une crête permet d'avoir une vue magnifique sur Cilaos. La descente intégrale permet quant à elle d'aller jusqu'à la Chapelle (belle randonnée de Cilaos), où il est possible de faire un rappel pendulaire de 95 mètres.
Le canyon de Bras Rouge situé aussi sur la route d'Îlet à cordes est une belle descente aquatique, où se mêlent rappels, toboggans, et surtout de remarquables coulées rouges d'oxyde de fer.

#### Accrobranche et parc de loisirs
Le Cilaosa Parc Aventure est un parc de loisirs et de parcours acrobatiques en hauteur dans la forêt de Bras-Sec.

#### Randonnées
Des randonnées pédestres de niveau variable traversent le cirque. L'une d'entre elles permet de rejoindre le point culminant de La Réunion, le Piton des Neiges. Le cirque est une étape importante du Grand Raid. Il accueille de nombreux hébergements touristiques, parmi lesquels le gîte du Pavillon, un gîte public.

## Culture locale et patrimoine

### Lieux et monuments

#### Patrimoine civil

##### Le Porteur de Vie
Ce monument en hommage aux « Porteurs de chaise », situé sur la place de la mairie, a été sculpté par Élodie Kornheiser et mis en place en novembre 1999. Il représente un homme avec sa « chaise à porteur », le doigt pointant vers le Piton des Neiges, le plus haut sommet de l'île.

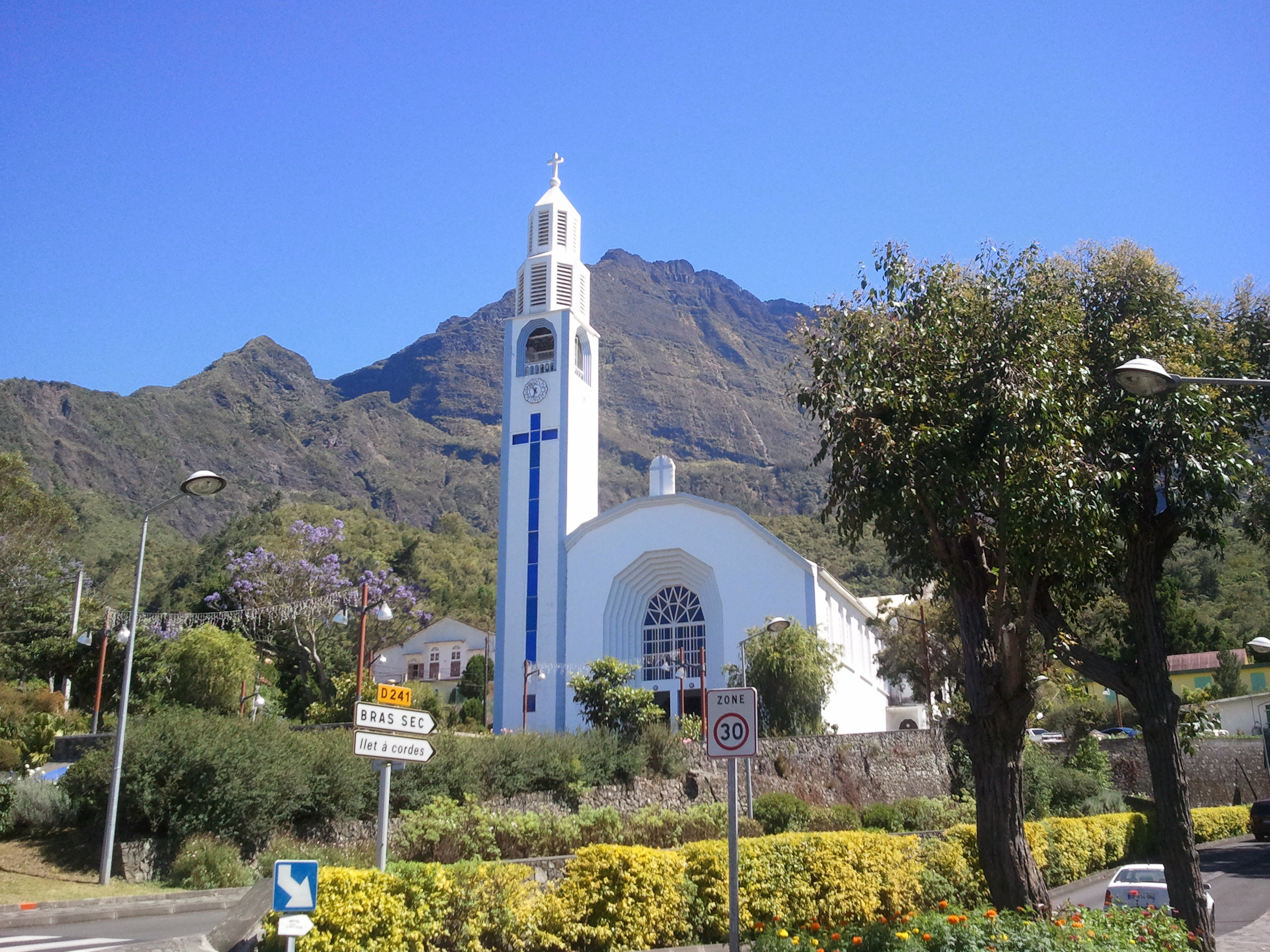
Église Notre-Dame-des-Neiges.

#### Patrimoine religieux
- L'église Notre-Dame-des-Neiges, avec son carillon et sa croix bleue phosphorescente qui illumine la nuit du cirque, a été construite en 1858. Elle devient paroisse le 25 février 1858. Notre-Dame des Neiges, qui est fêtée le 5 août, a été refaite à plusieurs reprises entre 1937 et 1938. Un timbre postal représentant l'église a été émis le 18 janvier 1960.
- L'église Sainte-Anne de Bras-Sec
- L'église Sainte-Bernadette de Palmiste Rouge
- L'église Sainte-Thérèse-de-l'Enfant-Jésus de Peter Both
- La chapelle du Sacré-Cœur d'Îlet-à-Cordes
- La chapelle Saint-Christophe de Mare Sèche.

#### Patrimoine naturel

##### Espèces remarquables
Les zones de crêtes proches du Piton des Neiges et du Grand Bénare sont l'habitat de nidification des pétrels de Barau.

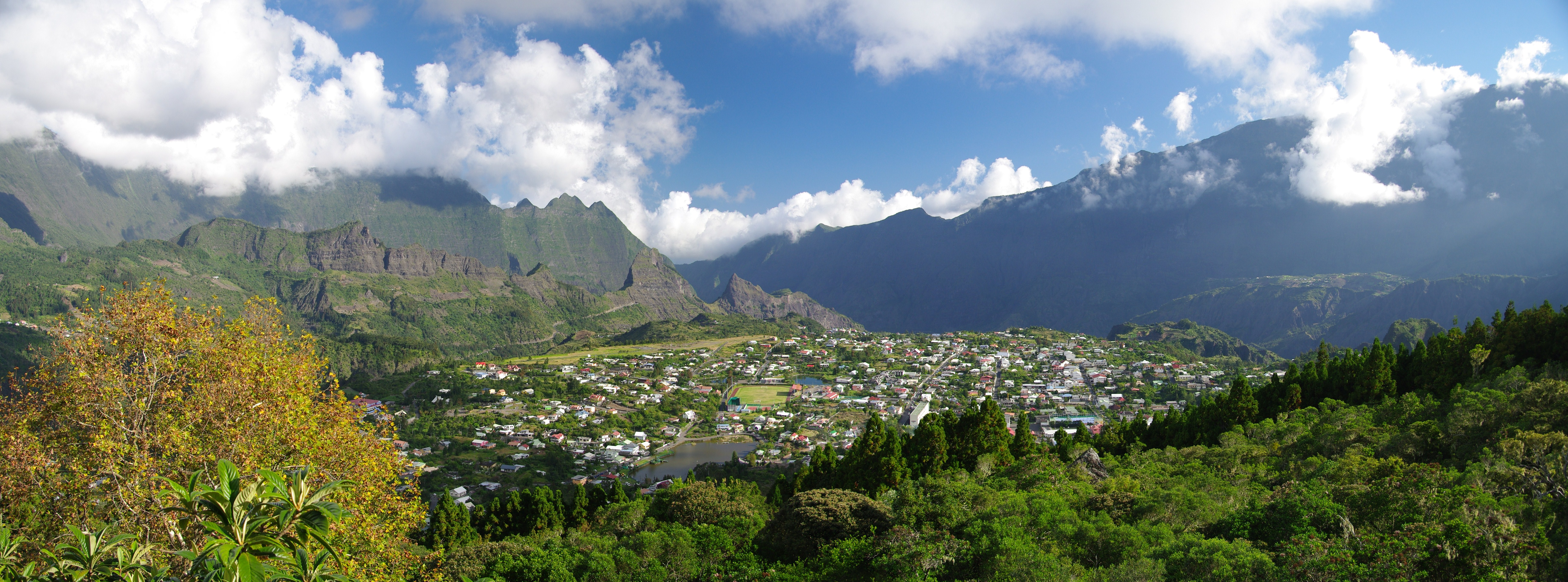
Vue de Cilaos depuis la Roche Merveilleuse.

En empruntant une route près de l'église, après quelques kilomètres, on entre dans la forêt primaire. Là se trouve le site de la Roche Merveilleuse doté d'un sentier botanique.

##### Îlets
Les îlets sont des lieux-dits situés sur des petits plateaux relativement isolés. Aujourd'hui reliés par des routes et des transports publics (bus réguliers), ils constituent des buts de randonnées ou des points de départs vers les sommets environnants.

### Personnalités liées à la commune
- Jean-Marie Mac-Auliffe (1825-1908), créateur de l'établissement thermal de Cilaos.
- Angèle Mac-Auliffe, sa fille, qui inventa les jours de Cilaos, broderie d'art.
- Christophe Payet (1940-), homme politique.

### Héraldique
| Blason | Blasonnement : D'argent semé de cèdre du Japon de sinople, à l'écusson d'azur chargé d'une source du champ. Commentaires : Le blason de Cilaos représente, sur fond blanc, la forêt de cryptomerias : omniprésente, toujours renouvelée, jamais la même. L'écusson central symbolise les sources, ces eaux bénéfiques popularisées par Mac-Auliffe : torrents, bras et cascades qui font du cirque une parure de dentelle azurée. |